# Гейррёд
Гейррёд (Geirröd) — в германо-скандинавской мифологии один из ётунов, отец Гьяльп и Грейп.
Однажды Локи летал в соколином опереньи Фригг и был пойман Гейррёдом. Гейррёд, ненавидевший Тора, потребовал от Локи, чтобы тот привёл его (без волшебного пояса и молота) в замок Гейррёда. Локи согласился привести Тора в ловушку. По пути к Гейррёду Локи и Тор остановились у ётунши Грид. Дождавшись, когда Локи выйдет из комнаты, Грид рассказала Тору о случившемся и дала ему свои железные перчатки, волшебный пояс и посох. Тор, переправившись через Вимур, вскоре убил Гейррёда, а также преследовал всех северных ётунов, каких только мог найти (в том числе дочерей Гейррёда, Гьяльп и Грейп). Эта история рассказана в поэме «Драпа Тора» (Þórsdrápa).
В «Речах Гримнира» Гейррёдом также зовут конунга, который по наущению Фригг, жены Одина, захватил Одина тогда, когда тот путешествовал под именем Гримнира, и подверг его пытке между двух огней. В отместку при помощи волшебства Один заставил Гейрреда упасть на свой собственный меч.
В честь Гейррёда назван один из спутников Сатурна.